# Bia peruana
Bia peruana är en fjärilsart som beskrevs av Johannes Karl Max Röber. Bia peruana ingår i släktet Bia och familjen praktfjärilar. Inga underarter finns listade i Catalogue of Life.